# Poszkent
Poszkent – miasto i dżamoat w północno-zachodnim Tadżykistanie. Jest położony w dystrykcie Istarawszan w wilajecie sogdyjskim. Dżamoat zamieszkuje 13 292 osób.